# Літописи Семисвіття: Діти переступу
Літописи Семисвіття: Діти переступу ― роман-міфологема у жанрі фентезі української письменниці Наталії Савчук (справжнє ім'я ― Марченко Наталія Петрівна). Перша книга з циклу "Літописи Семисвіття", надрукована 2015 року в Тернопільському видавництві «Навчальна книга — Богдан». За підсумками XVIII Всеукраїнської виставки-форуму «Українська книга на Одещині» книга була відзначена у номінації «Дитячий світ». На 39-му Загальноєвропейському фестивалі наукової фантастики «Єврокон» (Дортмунд, Німеччина) відзначена у номінації «Хризаліди».

## Анотація
Десь у глибинах пам’яті роду на тебе тисячоліттями чекав твій першосвіт, твоє Семисвіття. У ті часи на праукраїнських теренах чоловік мало що важив для богів, людськими громадами верховодили чуйні берегині та загонисті лярви, а в Дикому Степу панували птаховичі зі змієвичами та Вражеві діти, котрі зналися перевертями та лютим мервям. Але якось берегиня з любові до чоловіка замість доньки, котра мала успадкувати всю її силу, народила двійню, вділивши чулості синові. Так у Семисвіття ввійшли «діти переступу» — напівчулі напівмужні берегиничі Врода та Волошко. Рівновагу порушено. Котиться Семисвіття з теплої долоні Великої Ма як та писанка в безвість. Чи хто спинить? Чи хтось спиниться?
Наталі Савчук вдалося зазирнути у неймовірну глибочінь українського міфу й донести його до читача живим і багатобарвним, духмяним. Світ Семисвіття захопить і прихильників Дж. Р. Р. Толкіна, і шанувальників Джорджа Мартіна. Стане він також відкриттям для читачів, залюблених у живу смаковиту українську мову та міфопоетику.

## Історія написання
Авторка зазначає: "Ідея створити цілісний гармонійний світ зразка Толкієнівського на етнічному українському грунті виникла ще в студентські роки й жила собі десь на периферії свідомості майже два десятиліття. У моєму оточенні постійно були направду унікальні люди, глибинно й дуже природно закорінені в збирання, дослідження та збереження української етніки, й ті, що, власне, самі були цією «етнікою» – бабусі й дідусі, сусіди, родичі. Була жива «практика» народних вірувань, навичок, побутової магії та лікування, і головне – природного «сердечного» світосприйняття, чуттєвості як життєдайності." 
Первісно книга задумувалась як етнічна фентезійна сага, а основною причиною написання була хвиля зацікавлення містикою, що припала на юність Наталії Савчук. Тож авторка хотіла запропонувати читачам українську містику та магію "не як страшилку чи сюжетний хід, а як практику й тяглість, як досвід, котрий може збудити «кров у тобі», закорінити енергетику. Хочеться дати відчути, як це – «буття по-українськи»." 
Наталія Савчук також наголошує на тому, що не вона вигадала Семисвіття, а Семисвіття "захопило" її. 

## Мова твору
Мова-"марінь" у творі є одним з повноцінних персонажів. У мови є своє обличчя, характер і доля. 
Авторка зазначає: "По суті, у мене від початку був «візерунок» – сюжет, «кольорова гама» – герої, «крій» – структура світу, його географія тощо. Але важило насправді лише – з ЯКИХ «ниток» – мови – виснується той світ. Бо коли взяти один і той самий крій, оздобу й т. п., але виткати з різних матеріалів – шовку, вовни, нейлону, конопель  – отримаємо геть різні речі." Тобто мова була найважливішою частиною твору, що творить атмосферність; всі враження та думки - породження мови. 
Мова твору народилася спонтанно, проте Наталія Савчук вже мала значну практику спілкування в межах різних діалектів, варіантів літературного мовлення, начитаність етнографічними матеріалами та художніми текстами, тому всі прислів'я, примовки та інші засоби урізноманітнення мови не були вигадані, а взяті з досвіду авторки. Сама Наталія була надзвичайно захоплена "мовною грою" із сенсами, звукописом, ритмікою та наповнила твір ледве впізнаваними деталями, що підкреслюють майстерність її слова. 